# David Halperin
Pour les articles homonymes, voir Halperin.
David M. Halperin, né le 2 avril 1952 à Chicago, est un helléniste, historien et théoricien queer des États-Unis.

## Biographie

### Études
Diplômé en études classiques de l'Oberlin College en 1973, il obtient un doctorat en Lettres et Humanités de l'université Stanford en 1980. Il reçoit une bourse Guggenheim en 2008-2009. 

### Carrière
Connu pour ses travaux sur l'homosexualité dans l'Antiquité, notamment dans l'œuvre de Platon, David M. Halperin avance que les notions étaient si différentes à cette époque qu'on ne peut pas encore parler d'homosexualité, la notion se construisant à partir de la création du mot par Karl-Maria Kertbeny. Il se montre influencé par des historiens comme George Chauncey.
Il a aussi écrit un ouvrage critique sur les biographies de Michel Foucault. Il montre que ses biographes ont parfois soumis sa vie à des distorsions homophobes. Il reconnaît aussi l'apport du philosophe français aux recherches queer, notamment l’Histoire de la sexualité qui l'a beaucoup influencé.
Depuis quelques années, sa réflexion se porte sur la manière d'écrire l'histoire de l'homosexualité. Il étudie l'évolution des notions d'amour entre hommes, notamment en prenant en compte les travaux d'Eve Kosofsky Sedgwick qui met en évidence la coexistence de conceptions différentes voire contradictoires de l'homosexualité sur une même période.

## Ouvrages

### Essais en anglais
- Before Pastoral: Theocritus and the Ancient Tradition of Bucolic Poetry (New Haven: Yale University Press, 1983)
- Before Sexuality: The Construction of Erotic Experience in the Ancient Greek World, édité avec John J. Winkler and Froma I. Zeitlin (Princeton: Princeton University Press, 1990)
- One Hundred Years of Homosexuality and Other Essays on Greek Love (New York: Routledge, 1990)
- The Lesbian and Gay Studies Reader, édité avec Henry Abelove and Michele Aina Barale (New York: Routledge, 1993)
- Saint Foucault: Towards a Gay Hagiography (New York: Oxford University Press, 1995)
- How to Do the History of Homosexuality (Chicago: University of Chicago Press, 2002)
- What Do Gay Men Want? (Ann Arbor: University of Chicago Press, 2007)
- Gay Shame, edited with Valerie Traub (Chicago: University of Chicago Press, 2009)
- How to Be Gay (Cambridge, Massachusetts: Belknap Press, 2012)
- The War on Sex. Edited with Trevor Hoppe. Durham: Duke University Press. 2017.

### Œuvres traduites en français
- Platon et la réciprocité érotique, Epel/L'Unebévue, 2000, 54 p. (ISBN 978-2-908855-53-1)
- Cent ans d'homosexualité et autres essais sur l'amour grec, , 2000., EPEL, 2000, 317 p. (ISBN 978-2-908-85550-0)
- Oublier Foucault : Mode d'emploi, Epel, 2004, 91 p. (ISBN 978-2-908855-83-8)
- Que veulent les gays ? : Essai sur le sexe, le risque et la subjectivité [« What Do Gay Men Want? »]  (trad. de l'anglais), Paris, Éditions Amsterdam, 2010, 185 p. (ISBN 978-2-35480-083-3)
- Bien avant la sexualité : L'expérience érotique en Grèce Ancienne [« Before Sexuality: The Construction of Erotic Experience in the Ancient Greek World »]  (trad. de l'anglais), Paris, EPEL, 2019, 765 p. (ISBN 978-2-35427-194-7)